# Karczyn (województwo kujawsko-pomorskie)
Karczyn – osada w Polsce, położona w województwie kujawsko-pomorskim, w powiecie inowrocławskim, w gminie Kruszwica.
W latach 1975–1998 miejscowość administracyjnie należała do województwa bydgoskiego.

## Demografia
Według Narodowego Spisu Powszechnego (III 2011 r.) osada liczyła 231 mieszkańców. Jest siedemnastą co do wielkości miejscowością gminy Kruszwica.

## Archeologia
W miejscowości (przy okazji budowy tranzytowego gazociągu Jamał–Europa) odkryto pozostałości osady datowanej na II-III w. n.e., w tym, unikalny na skalę europejską, zespół urządzeń do wstępnej obróbki lnu i konopi.

## Zabytki
Według rejestru zabytków NID na listę zabytków wpisany jest park dworski z 2 poł. XIX w., nr rej.: A/280/1-3 z 7.10.1991; obecnie należy do prywatnej osoby.